# Movavi Video Suite
Мовавика супервидео, Movavika Supervideo (до 3.09.2024 г. Мовави видео сюита, Movavi Video Suite) — пакет программ, созданный российским разработчиком Мовавика. Набор предназначен для компьютеров на платформе Windows — 7, 8, 10. В него входит видеоредактор Мовавика видео, конвертер изображения и видео Мовавика конвертер, утилиты для записи экрана, захвата с камер, ТВ-тюнеров и VHS, нарезки видео и для записи оптических дисков, а также мультимедиа проигрыватель от Мовавика. В программе есть и мастер автоматического создания клипов. Журнал IT Expert трижды присуждал программе награду "Выбор эксперта": в 2015, 2017 и 2019 году.

## Функциональность
Редактирование видео и создание слайд-шоу
В видеоредакторе можно улучшить качество изображения и звука: стабилизировать видео, исправить цвета и нормализовать громкость. В программе есть и инструменты для монтажа: нарезка, кадрирование, масштабирование, добавление фильтров, переходов и титров. Спецэффекты представлены такими функциями, как, например, хромакей, стоп-кадр и картинка в картинке. В программе есть и мастер автоматического создания клипов.
Конвертация видео, аудио и изображений
Модуль конвертации позволяет менять формат видео, аудио и изображений. В программе доступно более 180 форматов, а также режим SuperSpeed, обеспечивающий смену формата без перекодирования.
Запись видео с экрана
Модуль предназначен для записи происходящего на экране: использования программ, онлайн видео, чатов в Skype, игр в оконном режиме.
Другие функции:
- Захват с камер, ТВ-тюнеров и VHS
- Запись экрана и вебкамеры [8]
- Работа с образами дисков
- Нарезка видео[3]
- Проигрывание видео и аудио[9]

## Различные редакции одних и тех же версий
Программы Мовавика, каждой версии, обычно выпускаются в двух различных редакциях — евразийская, в оригинале не содержащая русскоязычного интерфейса, и российская, содержащая файлы с русскоязычной поддержкой. Такие версии идентичны по функциональности, но имеют различные номера сборок, прописанные в программном файле, название которого начинается с надписи build, с расширением inf.